# Infanterie-Division Rhön
Die Infanterie-Division Rhön wurde Anfang August 1944 als sogenannte Schatten-Division aufgestellt.
Die Aufstellung erfolgte im Zuge der 31. Aufstellungswelle für den Wehrkreis IX. Die Aufstellung erfolgte auf dem Truppenübungsplatz Wildflecken. Am 26. August 1944 wurden die bereits bestehenden Teile der Infanterie-Division Rhön zur Aufstellung der 566. Volks-Grenadier-Division herangezogen.
Die Gliederung der sogenannten Division war:
- Grenadier-Regiment Rhön 1
- Grenadier-Regiment Rhön 2
- Artillerie-Bataillon Rhön
- Panzerjäger-Kompanie Rhön
- Pionier-Bataillon Rhön